# Committee on Space Research
Le Committee on Space Research (COSpAR) est un groupe scientifique international dont le but est d'organiser les travaux scientifiques en relation avec l'exploration spatiale. Il a été créé en 1958 par le Conseil international pour la science, lors de l'Année géophysique internationale, et son siège se trouve à Paris.

## Histoire
Durant la guerre froide les échanges scientifiques entre les pays de l'Est et de l'Ouest avaient cessé et la création du COSPAR fut un premier pas vers une coopération Est-Ouest dans le milieu scientifique. Cette situation particulière explique le mode de nomination des deux vice-présidents qui ne sont pas élus mais nommés indépendamment par les académies de Washington et de Moscou. À la suite du lancement des premiers satellites, on a reconnu que l'observation de leurs orbites nécessitait une étroite coopération internationale. Plus tard, le COSPAR a créé un grand nombre de groupes de travail spécialisés dont les résultats sont publiés par l'organisation.

## Description
Le COSPAR a pour but de « promouvoir la recherche scientifique spatiale au niveau mondial, en facilitant l'échange des résultats, des informations et des opinions, et en fournissant un forum ouvert à tous les scientifiques, pour discuter des problèmes pouvant affecter la recherche scientifique spatiale ». En plus des sessions de groupes spécialisés, le COSPAR organise une réunion générale tous les deux ans.

## Projets
Parmi les projets permanents se trouvent par exemple :

### COSPAR International Reference Atmosphere
CIRA est une modélisation de l'atmosphère neutre de la Terre. Après le lancement de Spoutnik 1, un grand nombre de chercheurs ont étudié son orbite ; ils ont constaté que l'aérofreinage était beaucoup plus important que ce qui avait été prévu par les modèles atmosphériques en cours. Immédiatement après sa fondation, le COSPAR a créé un groupe de travail dirigé par Hildegard Kallmann-Bijl dont la tâche était de mettre au point un modèle conforme aux résultats des observations. Le premier rapport du groupe, appelé CIRA 1961 s'appuyait sur l'observation d'un grand nombre d'orbites. Les éditions suivantes, plus précises, se présentaient sous forme de tables en fonction de l'altitude, assez satisfaisantes jusqu'à une altitude d'environ 120 km. Par contre la méthodologie utilisée ne donnait pas de résultats satisfaisant dans la thermosphère où la composition moléculaire n'est plus conforme. Les progrès ultérieurs des observations effectuées grâce à des fusées et des satellites artificiels ont permis de mettre au point le modèle thermosphérique MSIS-86 fondé sur des mesures in situ par spectromètre de masse et à partir du sol par étude de la diffusion moléculaire de signaux d'émetteurs très puissants. Ce modèle fut incorporé dans  CIRA-86 .

### International Reference Ionosphere
IRI est une modélisation de l'ionosphère terrestre, réalisée conjointement avec l'URSI par un groupe de travail présidé par Karl Rawer (1974-1983). Il existait déjà une série de tables utilisée en radiotélégraphie et éditée par l'organisme international UIT-R. Ces tables utilisaient deux paramètres dont les valeurs avaient été obtenues par évaluation des ionogrammes de nombreuses stations de sondage ionosphérique sur l'ensemble du globe. L'un des paramètres peut être transformé en densité électronique, l'autre en altitude du sommet du profil électronique. Ces tables sont encore fournies dans l'IRI. 
Après une période de collecte des données de mesures surtout spatiales, la première IRI présenta des profils sous forme de tables. Elle fut publiée en 1978, suivie de programmes en Fortran et ALGOL avec des profils de densité et température électronique, température ionique et pourcentage des différentes catégories d'ions. En 1995 les tables furent remplacées par un site internet. Depuis 1999 IRI est reconnue comme standard international.

### Atmosphères desplanètes
Des modèles préliminaires ont été produits pour les planètes....??

### Protection planétaire
Le COSPAR a publié en 1964 les premières recommandations relatives à la protection des corps célestes. Sa politique de protection planétaire (COSPAR Planetary Protection Policy) est appliquée depuis 1984, en catégorisant cinq types d'activités spatiales, selon le corps céleste cible et la mission.